# Edmond Couchot
Edmond Couchot, né le 16 août 1932 dans le département d'Alger et mort le 25 décembre 2020 à Paris, est un professeur des universités, théoricien et artiste contemporain français, plasticien, pionnier des arts numériques.
Figure singulière de l'art et des technologies, Edmond Couchot a développé une réflexion critique sur l'impact artistique des nouvelles technologies tant dans son œuvre que dans son enseignement théorique.

## Parcours artistique

### Des mobiles à la participation du spectateur
Après des recherches où il tente une synthèse plastique entre la peinture gestuelle et le cinétisme, Edmond Couchot s’intéresse à la participation du spectateur et réalise, entre 1965 et 1973, une série de dispositifs cybernétiques qu’il appelle « mobiles musicaux », susceptibles de réagir à des stimulations sonores (musique, voix, bruits divers) et d'en proposer instantanément des interprétations visuelles où l'automatisme est nuancé par une intervention dosée du hasard. La micro-informatique n’existant pas à l’époque, il bricole lui-même ses circuits électroniques, tout en négociant avec les ingénieurs d’IBM et de Texas Instruments. Il construit d’abord une première machine, Sémaphora I, sensible aux ondes hertziennes. On tourne un bouton pour changer de programme radio, ce qui entraîne un changement des structures lumineuses et mobiles. Couchot présente ensuite à Paris, en 1965, un deuxième mobile, Sémaphora II, capable, lui, de réagir à la musique, sous le parrainage du groupe de recherche musicale de l'ORTF (dirigé alors par Pierre Schaeffer), puis, en 1966, un troisième mobile, Sémaphora III, élaboré selon le même principe mais plus complexe  qui sera présenté à la Ve Biennale de Paris en 1967 qui sera apprécié par la peintre Sonia Delaunay et le graveur Roger Veillard. Pour Edmond Couchot :  « Si ce Mobile sait obéir au son, il n’est pas passivement docile, car il oppose à cette sorte d’agression venue de l’extérieur une résistance assez forte pour que le jeu des images provoquées soit considéré comme le produit d’une sensibilité ouverte sur le monde sonore et d’une réaction interne propre au Mobile. »
Il participe à différentes expositions (notamment à Monte-Carlo de Demain,  exposition organisée par Pierre Restany et consacrée à l’art, à la culture et aux technologies avancées), à une manifestation itinérante en Amérique du Sud, au Festival du film d'avant-garde de Knokke-le-Zout (Belgique), où il rencontre Michelangelo Pistoletto, Michael Snow, Yoko Ono, Yaacov Agam, Martial Raysse, Piotr Kowalski. Pour l’exposition Cinétisme et environnement organisée par Frank Popper à Grenoble en 1968,  il envisage une Animation pour une piscine, dispositif lumineux sensible aux sons et aux mouvements des baigneurs dans un bassin qui ne verra jamais le jour.
Il répond en 1973 à une commande du ministère de la Culture pour le lycée de Biscarosse avec Orion — mur lumineux de 8 m × 2 m générant automatiquement des successions de constellations lumineuses dont les sources sont animées de pulsations monochromes battant à des rythmes toujours renouvelés et aléatoires.

## Professeur des universités
Invité par le critique et professeur  Frank Popper à participer, en 1969, à la création du département d’arts plastiques de l’université expérimentale de Vincennes Paris VIII, il commence à enseigner à partir de février 1969. Cybernétique et communication artistique, Structure et fonction idéologique des mass-médias, Perception, expression, Information et langage, Patterns, modèles et symboles sont les titres de ses premiers cours. Au long de ses années d'enseignement, il présente à ses étudiants les évolutions technologiques qui conduisent de la cybernétique à la micro-informatique, en conservant une référence à l'avant-garde, en particulier au Bauhaus et au Constructivisme qui restent un des modèles de lien entre art et technique. Il présente ainsi dans ses cours des années 1970, une réflexion sur Arpanet, e-texts, les palettes graphiques, et autres crayons optiques, l'holographie… dans le contexte générale de la télématique.
Des artistes viennent travailler à l'université Paris VIII avec le groupe de recherche Art et Informatique de Vincennes, GAIV (crée en 1972) suivant les enseignements de Paul Klee, Kandinsky, Moholy-Nagy et Mondrian.  Il a aussi la chance de rencontrer dans cette même équipe de chercheurs du GAIV, des informaticiens et des artistes (musiciens et peintres) parmi lesquels Michel Bret, Hervé Huitric et Monique Nahas), dont il partage les idées et avec lesquels il co-fonde, en 1983, avec la collaboration de Marie-Hélène Tramus, d'Anne-Marie Eyssartel, de Jean-Louis Boissier et de Liliane Terrier enseignants en arts plastiques, un nouveau département, Arts et Technologies de l'image, qu’il dirigera jusqu’en 2000 : une des premières formations en France à offrir à des étudiants, venus de différents horizons, un enseignement technologique approfondi appliqué à des fins artistiques, avec la possibilité de poursuivre leurs études jusqu’au doctorat. Les étudiants doivent apprendre la programmation et malgré le manque de moyens, ils réalisent des films en 3D et des recherches  aboutissant à des installations artistiques de réalité virtuelle et de réalité augmentée.
Parallèlement, Edmond Couchot participe à l'équipe de recherche universitaire Images numériques dont il a la responsabilité jusqu’en 1995, et, après avoir soutenu son doctorat d’État en 1985, dirige des thèses qui sont parmi les premiers travaux universitaires à s’interroger sur les technologies numériques et leurs incidences sur les arts. Il contribue également à la création et à l’enseignement de plusieurs formations en universités ou aux Beaux-Arts, en France, en Belgique et en Suisse, à l’école d’art de Lausanne, où il a enseigné pendant plus de dix ans. En 1988, il publie Images, de l'optique au numérique, aux éditions Hermès, qui développe sa thèse que l'image numérique simule les objets qu'elle représente par hybridation et n'est pas ou plus l'enregistrement d'un moment ciné-photographique par une optique, la technique engendrant , selon lui : « façon de percevoir le monde, de l'expérimenter, et de le vivre ».
L'idée fondamentale de l'enseignement artistique, selon Edmond Couchot est que : « La technologie modifie les perceptions de l’artiste, ses comportements et même sa vision du monde », mais ne produit pas automatiquement de l’art .
Depuis 1988,  Michel Bret et Edmond Couchot (installations La Plume et le Pissenlit) ont participé à une douzaine d’expositions internationales (France, Angleterre, Allemagne, Canada, Brésil, Japon, Corée, Italie). Couchot a, par ailleurs, contribué à l'organisation de plusieurs expositions — notamment Electra, au Musée national d'Art moderne de la Ville de Paris en 1983 (avec une salle consacrée à l'image numérique où pour la première fois en France des œuvres interactives sur ordinateur sont présentées au public) —, à la rédaction de diverses études et rapports (dont l’étude commandée par la direction des arts plastiques en 1993 sur le développement des nouvelles technologies et leur relation à l’art), ainsi qu’à de très nombreux colloques, manifestations, jurys, comités de rédaction, direction de séminaires, etc., en France et à l'étranger. Il a exercé au cours de l’année scolaire 2001 – 2002 les fonctions de conseiller pédagogique pour les arts à la direction de l’enseignement supérieur.

### La Plume et le Pissenlit
Dès les années 1990, les ressources de l’informatique en temps réel lui permettent de prolonger et de développer ses premières recherches, l’interactivité numérique se substituant logiquement à la participation du spectateur. Associer de plus en plus étroitement celui-ci à la création de l’œuvre, impliquer en outre le corps dans cette cocréation — et déplacer ainsi les relations traditionnelles de l’œuvre, du spectateur et de l’artiste — reste un souci constant chez Couchot. Le dispositif intitulé Je sème à tout vent (réalisé par Michel Bret) en est une illustration : c’est avec son souffle que le spectateur agit en temps réel sur l’image et la fait vivre indéfiniment (une plume qui vole ou un pissenlit dont les akènes se dispersent dans l’espace). Cette œuvre a été acquise par le musée européen de la Photographie et a obtenu le prix de la Société civile des auteurs multimédia en 2001.  Elle fut présentée la première fois dans le cadre de l'exposition "'installation artistique qui s'est déroulée durant PIXIM 88 dans la Grande Hall de La Villette à Paris en 1988, et reprise dans une version colorée à l'exposition Artistes et robots au Grand Palais en 2018.
À partir de 2001, professeur émérite des universités, il participe à de nombreux colloques où il rend compte de la naissance de l'enseignement des arts numériques et de ses différentes problématiques.

## Une esthétique aléatoire
L'esthétique des premières œuvres d'Edmond Couchot est fortement influencée par la musique, la synesthésie et la correspondance entre formes musicales et visuelles. Sa première commande est en effet une demande de Maurice Jarre en 1963, qui souhaitait rencontrer un graphiste ou peintre capable de transcrire sa musique en images. Ses sculptures-mobiles s'inscrivent dans le développement de l'art cinétique et de l'op art dans les années 1960, mais aussi dans les recherches en musique avec Pierre Schaeffer, Bernard Parmegiani, Pierre Boulez, Luciano Berio, ou encore Iannis Xenakis, qui aboutirent dans les années 1970 à la création de l'IRCAM.
La rencontre avec Abraham Moles, secrétaire de l’Association française de cybernétique et des systèmes généraux, (fondée par Louis Couffignal et présidée par Léon-Jacques Delpech, professeur en psychologie à la Sorbonne), qui avait écrit Perception esthétique et théorie de l’information en 1972, et L’Art à l’ordinateur  en 1971, lui montre le rôle prépondérant de la dimension aléatoire. En effet Abraham Moles « soutenait que l’information esthétique d’une œuvre dépendait de l’imprévisibilité du signal (visuel ou sonore) perçu par le récepteur ». Cependant Frank Popper dans son livre Art Action et Participation, L'artiste et la créativité aujourd'hui, note que les mobiles de Edmond Couchot sont aussi l'affirmation « d'un désir de donner à l'art un sens dans le contexte social ». Couchot « critique les produits de l'art contemporain, en ce qu'ils participent plus en de machines sonores ou visuelles que la peinture ou la musique traditionnelles ». Dans une analyse matérialiste et dialectique de la société, définissant les trois phases qui caractérisent tout phénomène de communication, l'émission, la transmission, la réception, Couchot s'intéresse à la dimension politique de la transmission numérique dont « la bourgeoisie s'est empressée de proposer comme solution aux contradictions de l'art contemporain ».

### L'ExpositionElectra1983
Le musée d'Art moderne de Paris organise en 1983, une exposition intitulée : Electra / L’électricité et l’électronique dans l’art au XXe siècle sous le commissariat général de Frank Popper dont le sujet est le lien entre art, sciences et technologie. Edmond Couchot se voit confier une salle consacrée au développement de l'image numérique, avec des œuvres réalisées numériquement et présentées sur des supports analogiques : toiles, impressions, vidéos ou pour la première fois sur écran. On y présente pour la première fois une palette graphique et une paint-box mise à la disposition du public ainsi que des jeux vidéo. Pour Edmond Couchot il s'agit de montrer une grande variété de ces images, « les plus représentatives des changements dans les modes de perception, de création et de communication » et de présenter une soixantaine de pionniers de l'art numérique.

#### La réflexion théorique
En 1993, Edmond Couchot s'interroge dans un article intitulé Des Outils, des mots et des figures, Vers un nouvel état de l'art sur une possible convergence de l'art et des sciences, tout en souhaitant que les deux domaines restent bien distincts. 
En 2003, Edmond Couchot et Norbert Hillaire publient L'art numérique : comment la technologie vient au monde de l'art, aux éd. Flammarion. Il y présente sous l’angle de l’art, de l’histoire, le numérique, introduisant le concept d'hybridation se situant dans le prolongement des travaux de Michel Serres (Hermès) ou de Gilles Deleuze (rhizome).
En 2007, Edmond Couchot publie Des images, du temps et des machines dans les arts et la communication, où il s'interroge sur l'évolution des images et la mécanisation de leur fabrication et le rôle des artistes : « La situation paradoxale des artistes qui se proposent de réintroduire dans le faire leur présence les oblige à déployer des stratégies imaginatives en renouvellement constant et à retourner ces techniques contre elles-mêmes et contre les habitus qu’elles engendrent .Ce qui ne veut pas dire que l’artiste qui continue d’user de techniques non automatisées n’ait pas, lui aussi, à imposer sa présence contre les habitus culturels majoritaires, mais il emploiera d’autres moyens. (…) Ce que disent ces artistes, c’est d’abord que l’art ne cherche pas à détruire systématiquement toutes les formes de production, d’échange symbolique et de conservation d’informations et de connaissances dont l’automatisation rend plus efficace la fonction instrumentale. Mais ils disent aussi que la communication et ses mutations numériques ne sont pas les seuls moyens de créer du sens. Que la technologie ne porte en elle aucune fatalité, qu’elle ne détermine rien, sauf à lui laisser le champ libre. Qu’il ne faut pas ignorer sa puissance mais en jouer, la comprendre pour la maîtriser, l’exploiter en tout sens, découvrir sa face cachée, la conduire vers d’autres possibles. Ils disent qu’il faut troubler l’image trop ressemblante que la machine nous renvoie, composer avec ce temps hors du temps où elle nous plonge, trouver les interstices à travers lesquels inscrire notre présence dans l’image. »
Aussi l'art numérique pour Edmond Couchot pour exister en tant qu'art et donner du sens doit offrir une expérience esthétique, qu'il définit comme un moyen d’échange intersubjectif d’émotions, de sentiments, d’idées, de connaissances, quand la technologie est déviée de sa finalité instrumentale et pragmatique.
On trouve en ligne de nombreuses vidéos de conférences et de colloques où Edmond Couchot est invité à partager son expérience et sa réflexion, mais aussi son scepticisme face aux filtres et autres dispositifs automatiques de retouches d'images qui imposent des finalités pragmatiques à l'échange d'images.

### Livres d'Edmond Couchot
- Edmond Couchot, Images, de l'optique au numérique, Paris, éd. Hermès, 1988.
- Edmond Couchot, La technologie dans l'art : de la photographie à la réalité virtuelle, Nîmes, éd. Jacqueline Chambon, coll. « Rayon photo », 1998.
- Sous la direction de François Soulages, Dialogues sur l’art et la technologie autour d’Edmond Couchot, Paris,  éd. L’Harmattan, coll. « Arts 8 », 2001.
- Edmond Couchot et Norbert Hillaire, L'art numérique : comment la technologie vient au monde de l'art, Paris, éd. Flammarion, 2003.
- Edmond Couchot, Des images, du temps et des machines dans les arts et la communication, éd. Jacqueline Chambon, Actes Sud, 2007 (ISBN 2742769404).
- Edmond Couchot, La nature de l'art : ce que les sciences cognitives nous révèlent sur le plaisir esthétique, Paris, éd. Hermann,  2012.

### Articles d'Edmond Couchot
- «Le fantôme d'Humphrey Bogart ou Quelques questions sur la technologie», Recherches sociologiques, Les sociologies, volume XIII, No 1-2, 1982.
- «La synthèse numérique de l'image : vers un nouvel ordre visuel», revue Traverses, no 26, octobre 1982.
- «Prise de vue, prise de temps», Les cahiers de la photo, no 8, mars 1983.
- «Images numériques» («Digital images») et
- «Images et Électricité» («Images and Electricity»), catalogue de l'exposition «Electra», Musée d'Art Moderne de la Ville de Paris, décembre 1983.
- «Image puissance image», Revue d'esthétique, no 7, juin 1984.
- «Sens et contiguïté : la contagion de l'image», revue Traverses, no 32, août 1984.
- «Les lendemains de la machine», ouvrage collectif autour de l'exposition «Les Immatériaux», 1984, 34 auteurs pour un colloque, CCI-Centre Georges Pompidou, mars 1985.
- «Hybridations», ouvrage collectif Modernes et après ; les Immatériaux, Autrement, avril 1985.
- «Entrée des artistes», ouvrage collectif La provocation : Hommes et machines en société, CESTA, mai 1985.
- «A la recherche du Temps réel», revue Traverses, no 35, septembre 1985.
- «Tissage, Métissage : une culture numérique», actes du colloque «L'Imaginaire numérique», Imaginaire numérique, Hermès, avril 1986.
- «Temps numérique et communication», revue Temps libre, 1985.
- «Une double compétence : pourquoi faire?», actes de «La semaine de l'image électronique», CESTA, avril 1986.
- «(Le masque et l'écran)», Revue d'esthétique, no 10, (Vidéo-Vidéo), juillet 1986.
- «Von Bild zur Digitalkultur», Ars electronica 86 ; Computer Tage, actes du colloque de Linz, juin 1986.
- «The training of artists in computer graphics», Computers and the Humanities, Paradigm Press, inc., Osprey, Florida, États-Unis, juillet-septembre 1986.
- «Médias et Immédias», ouvrage collectif Art et Communication, Osiris, Paris, décembre 1986.
- «La mémoire vive», Japon, Art vivant, no 1, janvier 1987.
- «Les deux mondes», actes du 2e colloque «L'Imaginaire numérique», Imaginaire numérique, Hermès, 1986.
- «Sujet, Objet, Image», ouvrage collectif Nouvelles images, nouveau réel – Cahier internationaux de sociologie, PUF, Paris, janvier-juin 1987.
- «Pluie, vapeur et vitesse – Lumière et calcul dans les processus automatiques de génération d'images», collectif La vitesse, revue Corps écrit, no 24, PUF, Paris, décembre 1987.
- «Synthèse et simulation : l'autre image», ouvrage collectif Contre-bande, revue Hors-Cadre, PUV, avril 1988.
- «Vices et vertus du virtuel», in actes du colloqueVers une culture de l'interactivité, Cité des Sciences et de l'Industrie, La Villette, Paris, mai 1988.
- «La mosaïque ordonnée ou l'écran saisi par le calcul», Revue d'esthétique, septembre 1988.
- «L'Odyssée, mille fois ou Les machines à langage», revue Traverses, no 44-45, août 1988.
- «HD-GC, une hybridation nécessaire», Computer Image & Hi-vision, CG 88, Tokyo, novembre 1988.
- «La synthèse du temps», Les chemins du virtuel : Simulation informatique et création industrielle, Cahiers du CCI, Centre Georges Pompidou, Paris, avril 1989.
- «Des images en quête d'auteur», ouvrage collectif Faire image, PUV, juillet 1989.
- «Art et technique. L'émergence du numérique», collectif Arts de l'ère numérique, revue La pensée, no 268, mars-avril 1989.
- «Les années de la synthèse», catalogue de l'exposition Nos années 80, Fondation Cartier, juin 1989.
- «La question du temps dans les techniques électroniques et numériques de l'image», 3e semaine internationale de Vidéo, Saint-Gervais Genève, novembre 1989.
- «Programmer l'invisible», revue Littérature, Anatomie de l'emblème, no 78, mai 1990.
- «Boites noires», catalogue de l'exposition Art vidéo/ Art cinéma/ Art ordinateur, Paris, janvier 1990.
- «Trance machines» (en anglais et en néerlandais), in catalogue de l'exposition What a wonderful world! Music video in architecture, Groningen Museum, Pays-Bas, 1990.
- «De la représentation à la simulation. Évolution des techniques et des arts de la figuration», Culture technique (Images, techniques et société), février 1991.
- «De la représentation à la simulation. Évolution des techniques et des arts de la figuration», revue Culture technique (Images, techniques et société), février 1991.
- «Un fracassant Big Bang», revue Cinémas, Québec, 1991.
- «Die Spiele des Realen und des Virtuellen», Digitaler Schein Ästhetik der elektronischen Medien Herausgegeben von Florian Rötzer, édition Suhrkamp, 1991.
- «Une responsabilité assistée? Esthétique de la simulation», revue Art Press (Nouvelles technologies...), 1991.
- «Utopie et uchronie : les univers virtuels de la simulation numérique», in Actes du quatrième colloque international de science-fiction de Nice, Revue du Centre de la Métaphore, Nice-Sophia Antipolis, 1992.
- «Résonance. La condition d’intelligibilité de l’image», revue Littérature (La moire de l’image), octobre 1992.
- «Incidence du numérique sur l’art», revue Le Croquant, no 12, 1992.
- «Une marge étroite mais fertile (À l’interface du réel et du virtuel)», Revue virtuelle, no 1, Centre G. Pompidou, avril 1992.
- «L’interactivité dans la relation homme/machine», en collaboration avec M. Bret et M.-H. Tramus, collectif Les clés d’une communication réussie, Dunod, Paris, 1992.
- « Zwischen Reellem und Virtuellem : Die Kunst der Hybridation », in Cyberspace. Zum medialem Gesamtkunstwerk, Boer, Munich, 1993.
- « Les objets-temps : Au-delà de la forme », catalogue de l’exposition Design, du XIXe au XXIe siècle, Flammarion, mai 1993.
- « Des outils, des mots et des figures. Vers un nouvel état de l’art », revue Réseaux, CNET, septembre 1993.
- « Da Representação à Simulação », A imagen-machina. A era das tecnologias do virtual, UFRJ, Rio de Janeiro, novembre 1993.
- « Le geste et le calcul », revue Protée, automne 1993.
- « Rupture et continuité – Les incidences du numérique sur l’art contemporain », collectif L’art d’aujourd’hui – Nouveaux concepts, nouveaux outils, revue Les Papiers, Presses universitaires du Mirail, Toulouse, 1994.
- « Rupture et continuité – Les incidences du numérique sur l’art contemporain », collectif L’art d’aujourd’hui – Nouveaux concepts, nouveaux outils, revue Les Papiers, Presses universitaires du Mirail, Toulouse, 1994.
- « Au-delà du cinéma. Image et temps numériques », actes du colloque Le temps au cinéma, Revue Cinémas, AQEC, Québec, 1994.
- « Between the Real and the Virtual : The art of hybridization », Annual InterCommunication, Tokyo, 1994.
- « Images, automatisme et subjectivité », publications du Collège iconique, groupe de recherche du Dépôt Légal, INA, 1994.
- « Un supplément de temps. De la synthèse de l’image à la synthèse du temps », actes du colloque La pensée de l’image, revue Littérature, 1994.
- « Le temps réel et l’interactivité dans les arts visuels », Technoculture Matrix, NTT Publishing, Tokyo, juin 1994, (en japonais).
- « Les promesses de l’hybridation numérique », X, l’œuvre en procès, ouvrage collectif, Publications de la Sorbonne, janvier 1996.
- « Du style et des images de synthèse », revue LIGEIA, no 17-18, 1995-96.
- « L’imagerie virtuelle : une entreprise de purification du réel », actes du colloque L’image – le su et l’insu, Sorbonne, 25 mars 1995, paru en septembre 1996.
- « Des changements dans la hiérarchie du sensible – Le retour du corps », in Les Cinq sens et la création – Art, technologie et création, Champ Vallon, 1996.
- « Entre lo real y lo virtual : un arte de la hibridación », in Arte en la era electrónica, Claudia Giametti, ed., Barcelona, 1997.
- « Autre corps, autre image – autre image, autre corps », in Epipháneia, Minervini Editore, Napoli, avril 1997.
- « A arte pode ainda ser um relógio que adiante ? O author, a obra e o espectador na hora do tempo real », in A arte no século XXXI, UNESP, Brésil, 1997.
- « Problem czasu w elektronicznych i cyfrowych technicach obrazu », revue OPCJE, Pologne, 1997.« Présence et présent du corps dans les arts interactifs », in Pour une Écologie des Médias, Revue ASTARTI-Pour l’Art Audiovisuel, Paris, 1998.
- « Un hyperlien social ? », in Troisième Millénaire, le lien social, Revue La Mazarine, juin 1999.
- « Medien und Neu ‘Medien’ : Von der Kommunikation zur Kommutation », Bield, Medium, Kunst, Wilhelm Fink Verlag, München, 1999.
- « Contact et calcul dans les techniques figuratives », Revue Nouvelles de l’estampe, no 167-8, BN de France, 1999-2000.
- « L’art numérique : dissolution ou hybridation? », Revue Recherches en Esthétique, no 6, oct. 2000.
- « L’embarquement pour Cyber. Mythes et réalités de l’art en réseau », Revue d’Esthétique, no 39, juillet 2001.
- « La critique face à l’art numérique : Une introduction à la question », actes du séminaire Interart 1999-2000 — La Critique : le rapport à l’œuvre —, Klincksieck 2001 ; cet article est en ligne sur les sites du CICV et de l’Université de Rennes (revue en ligne Solaris).
- « Digital Hybridisation. A Technique, an Aesthetic », Revue Convergence, no 4, décembre 2002.
- « L’art numérique », Encyclopaedia Universalis, 2002.
- « De la communication à la commutation : l’art et le Web », Revue Ligeia — Art et Multimédia —, juillet-décembre 2003.
- «Virtuel» & «Arts technologiques», Grand Dictionnaire de la Philosophie, Larousse, Paris, 2003.
- «A segunda interativida. Em direção a novas práticas artísticas», in collaboration with M.-H. Tramus & M. Bret, Arte e vida no século XXI, UNESP, Brazil, 2003.
- « Corps hybrides, les jeux du réel et du virtuel », Revue Visio, Actes du 6e congrès international de sémiotique visuelle, Québec, 2004.
- « The Automatization of Figurative Techniques: towards the Autonomous Image », in Media Art History (titre provisoire), MIT Press, EU.
- Edmond Couchot, « Temps de l’histoire et temps uchronique, Penser autrement la mémoire et l’oubli », Hybrid  revues des arts et médiations humaines,‎ 2014 (lire en ligne).

### Articles consacrés à Edmond Couchot
- Bernard Bérubé, « Note de lecture », Cinémas : revue d'études cinématographiques / Cinémas: Journal of Film Studies, vol. 1, n° 3, 1991, p. 146- 150,‎ 1991 (lire en ligne).
- Martin Brunschwig, « Note de lecture », Science et pseudo-sciences,‎ 5 janvier 2013 (lire en ligne).

## Expositions
Concernant la plume
et les pissenlits
de Michel Bret (sur une idée d'Edmond Couchot)
- 1988 : Pixim (Paris)
- 1992 : The Robots (Nagoya, Japon)
- 1995 : Press/Enter (Toronto, Canada)
- 1995 : Images du Futur (Montréal, Canada)
- 1995 : Biennale Internationale de Kwangju (Corée)
- 1998 : Exposition Art virtuel, créations interactives et multisensorielles (Boulogne-Billancourt, France)
- 1999 : Bienal Mercosul (Porto Alegre, Brésil)
- 2000 : Art Numérique (Centre culturel Saint-Exupéry, Reims)
- 2001 : Art.outsiders (Maison Européenne de la photographie, Paris), La Maison Européenne de la Photographie a acquis l’œuvre Je souffle à tout vent, en septembre 2001
- 2003 : Le Voyage de l’Homme immobile (Musée d’art contemporain, Gène)
- 2005 : Natural/Digital (Numeriscausa à la Biche de Bère Gallery, Paris)
- 2008 : Machines à rêve (Paris)
- 2009 : O (Espace d’art Rurart Rouillé, France)
- 2018 : Les Pissenlits, installations interactives avec Michel Bret (Grand Palais, Paris)